# Declaración de Independencia de Bolivia

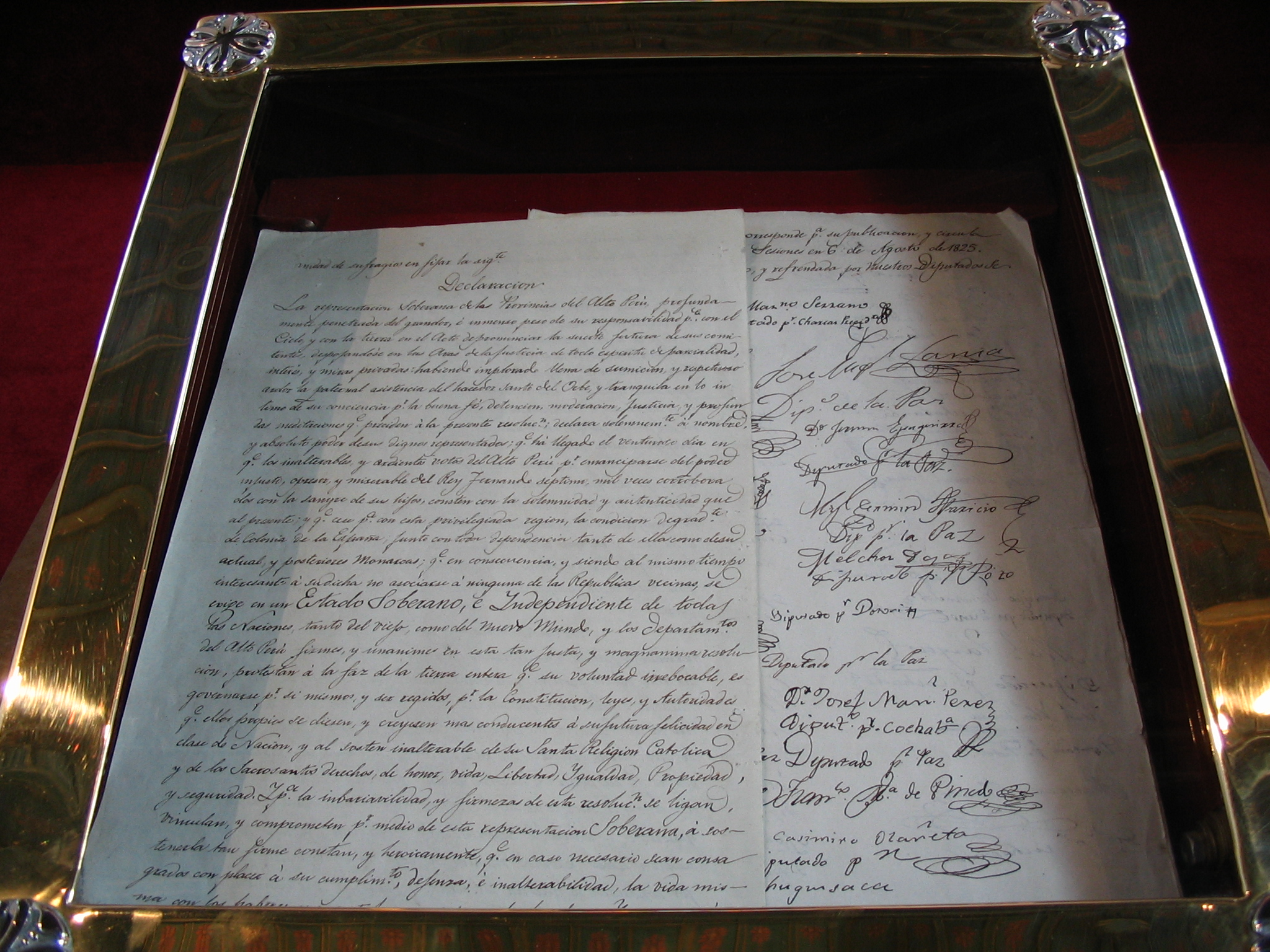
Acta de la Declaración de la Independencia de Bolivia.

La independencia de Bolivia fue proclamada el 6 de agosto de 1825 en un Congreso celebrado en la ciudad de Chuquisaca (actual Sucre).

## Batalla de Junín
Mientras las tropas desembarcaban en el puerto de Callao bajo el mando del general Antonio José de Sucre, el general Andrés de Santa Cruz, que hasta poco tiempo antes había luchado en las filas realistas, llegó a compartir las ideas libertarias de José de San Martín y fue enviado a engrosar las tropas de Sucre, iniciando su marcha hacia el Alto Perú. En agosto de 1823 ingresó en la ciudad de La Paz, y forzado a librar combate, Santa Cruz sale victorioso en la batalla de Zepita contra una división del general Valdez, el 25 de agosto de 1823.
Entre los años 1822 y 1823, la situación en el Perú se había tornado caótica: los ejércitos habían sido derrotados por los realistas y los políticos estaban sumidos en la anarquía. Con estas condiciones muy lamentables se encontró Simón Bolívar (llamado el Libertador) al Perú, cuando el 1 de septiembre de 1823 se presentó en Lima. El Congreso le otorgó la jefatura militar.
La independencia del Perú no estaba consolidada, ya que el 29 de febrero de 1824 los realistas lograron ocupar nuevamente Lima. Pero esta vez, las conmociones políticas que vivía en España influyeron decididamente para el fraccionamiento de las tropas españolas en América.
El general Pedro Antonio Olañeta, absolutista recalcitrante, se rebeló contra el virrey José de la Serna, que era de tendencia liberal y constitucionalista, porque le atribuía a este el deseo de separarse de la monarquía para liberar a Perú del absolutismo que quería imponer Olañeta.
Bolívar encontró a los realistas divididos y organizó prontamente un ejército formado por colombianos, argentinos y peruanos y el 6 de agosto de 1824, derrotó al ejército español del general José de Canterac con el coronel Manuel Isidoro Suárez en los campos de Junín. Esta victoria constituye sobre todo, el paso previo para el triunfo final en la batalla de Ayacucho. Los jefes españoles, Canterac, Valdés y De La Serna, reunidos en el Cuzco decidieron reorganizar sus fuerzas y salir al encuentro de los vencedores de Junín.

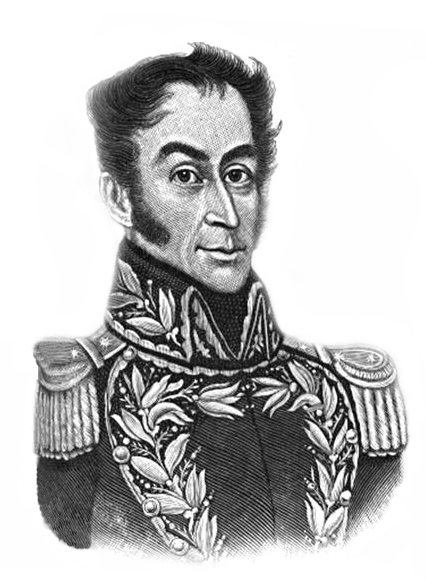
Simón Bolívar, El Libertador.

## Batalla de Ayacucho y entrada de Sucre en el Alto Perú

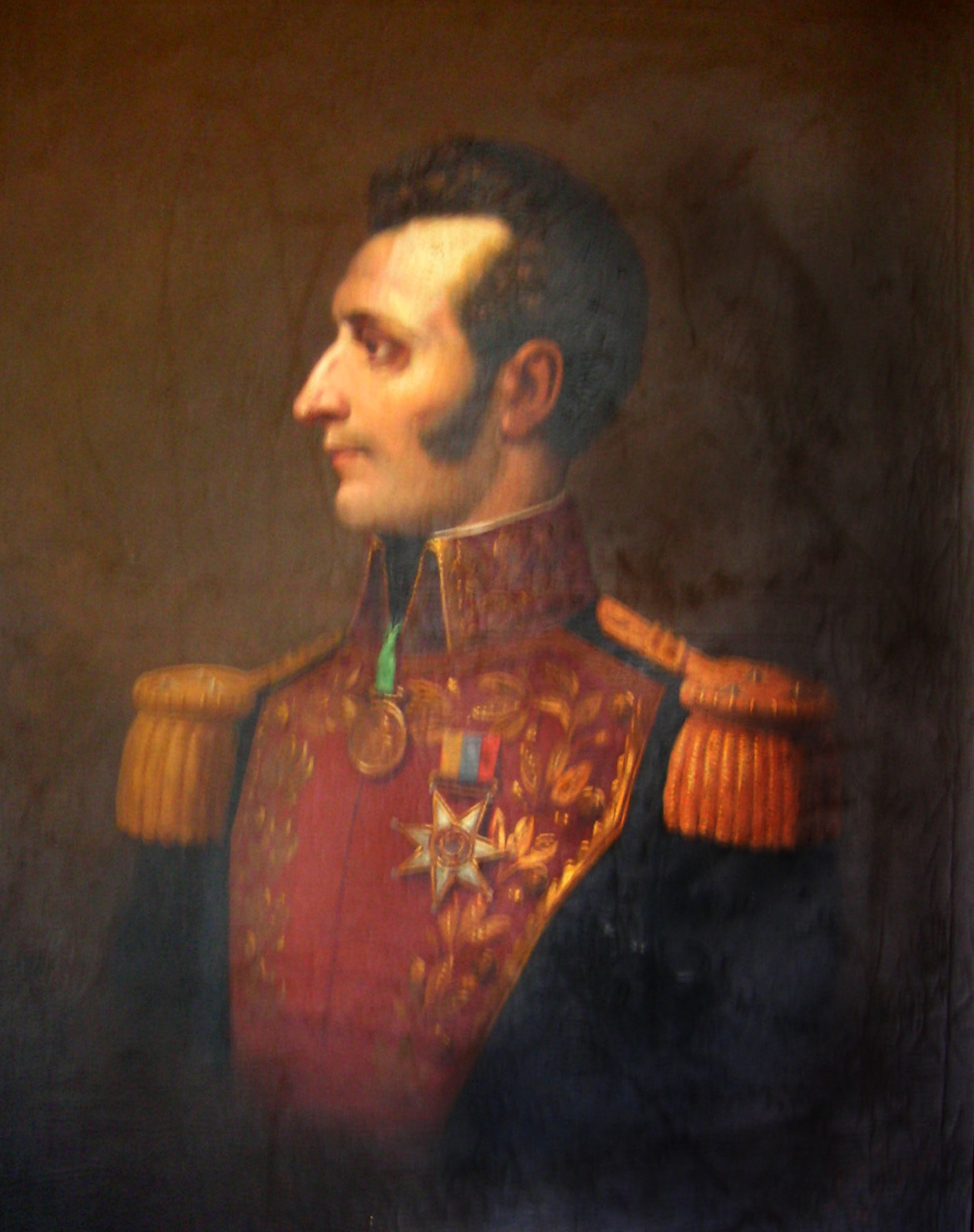
Mariscal Antonio José de Sucre Presidente de la República de Bolivia en 1825.

Sucre, por encargo de Bolívar, decidió continuar la campaña militar en el Perú. El 9 de diciembre de 1824, los independentistas lograron una victoria en la llanura de Ayacucho. Con la capitulación del virrey de la Serna se reconocía la Independencia del Perú y de América.
En Cochabamba se sublevó el 16 de enero el escuadrón de caballería Dragones Americanos, con el coronel José Martínez, apresaron a oficiales y al gobernador y luego se apoderaron del Primer Batallón del Regimiento Fernando VII. Se plegó luego el escuadrón de Santa Victoria, quedando la totalidad de la guarnición de la ciudad (de 800 hombres) en manos independentistas. Se designó a Mariano Guzmán como gobernador, y ante su renuncia, al coronel Saturnino Sánchez. La población juró la independencia.
El teniente coronel Pedro Arraya con los escuadrones Santa Victoria y Dragones Americanos se dirigió a Chayanta, donde también se juró la independencia.
En Vallegrande, se sublevó el Segundo Batallón del Fernando VII (con 200 hombres), deponiendo al brigadier Francisco Javier Aguilera el 26 de enero. El coronel José Manuel Mercado ocupó Santa Cruz de la Sierra el 14 de febrero. Mojos y Chiquitos se adhirieron a la causa independista. A consecuencia de estas acciones, Olañeta abandonó La Paz el 22 de enero en dirección a Potosí.
El 29 de enero de 1825, el general José Miguel Lanza proveniente de las zonas rurales cercanas (Republiqueta de Ayopaya), tomó la ciudad de La Paz y declaró la independencia de las Provincias del Alto Perú, siendo nombrado su primer presidente. El 6 de febrero el mariscal Sucre a la cabeza del Ejército Libertador cruzó el río Desaguadero (límite actual con el Perú) e ingresó en La Paz al día siguiente.
En Chuquisaca, el batallón Dragones de la Frontera, del coronel Francisco López, se pronunció por los independentistas el 22 de febrero y se juró la independencia.
El general Olañeta permaneció en Potosí, en donde recibió al batallón Unión, procedente de Puno al mando del coronel José María Valdez, convocó a un Consejo de Guerra que acordó continuar la resistencia. Olañeta distribuyó sus tropas entre la fortaleza de Cotagaita con el batallón Cazadores, el Chichas al mando de Medinaceli al Tumusla, Valdez con los restos del Regimiento de Infantería de la Unión fue enviado a Chuquisaca y él marchó a Vitichi, con 60.000 pesos de oro de la Casa de la Moneda de Potosí. Abandonó esa ciudad Olañeta el 28 de marzo, justo antes de que entrara la vanguardia independentista al mando de Arralla. Pese a las órdenes terminantes de no avanzar que el gobernador de Salta, José Antonio Álvarez de Arenales, envió el 17 de marzo al jefe de su vanguardia, coronel José María Pérez de Urdininea, este con 200 dragones sorprendió a la guarnición de Tupiza el 23 de marzo.
El coronel Carlos de Medinaceli con 300 soldados se sublevó en contra de Olañeta el 1 de abril, al día siguiente ambos se enfrentaron en la batalla del Tumusla, que culminó con la muerte de Olañeta. Diversas fuentes niegan la existencia de tal batalla, argumentando que Olañeta murió del único disparo que se hizo.
El 7 de abril, el general José María Valdez se rindió en Chequelte ante Urdininea quien avanzaba desde Jujuy, pidiendo ser comprendido en la Capitulación de Ayacucho, poniendo fin a la guerra en el Alto Perú.
El 7 de abril recibió Sucre un pliego enviado por Álvarez de Arenales desde Mojo (cerca de Tupiza), haciéndole saber la comisión que le había hecho el gobierno de Buenos Aires el 8 de febrero para que trate con los jefes realistas de las provincias del Alto Perú el fin de la guerra:

(...) sobre la base de que éstas han de quedar en la más completa libertad para que acuerden lo que más convenga á sus intereses y gobierno.

## Congreso Constituyente de la Nación
El 9 de febrero de 1825, el mariscal Antonio José de Sucre y Casimiro Olañeta, abogado de Chuquisaca y sobrino del mencionado general, convocaron a todas las provincias altoperuanas para reunirse en un congreso que debía decidir el destino de la nación.
El destino de la nueva república estaba sujeto a tres posibilidades que se abrían en el seno de la asamblea: proseguir la unidad con Buenos Aires, incorporándose al conjunto de las Provincias Unidas, mantener la adhesión al Perú reconociendo las medidas de incorporación dictadas por el virrey Abascal como resultado de la revolución del 25 de mayo de 1809 en Chuquisaca, o sostener con decisión la independencia absoluta ,no sólo con relación a España, sino también con referencia al Provincias Unidas del Río de la Plata y al Perú. Tanto como el gobierno de Buenos Aires y el Perú admitían esta tercera alternativa, en cambio, Bolívar, si bien no desautorizó públicamente a Sucre, le reprochó en carta privada esta iniciativa, pues entendía que alentar en ese momento un acto de soberanía de esa naturaleza, conspiraba contra los intereses de la Gran Colombia, ya que el territorio de la Real Audiencia de Quito podría pretender el mismo trato que la de Charcas.
El Congreso General Constituyente de Buenos Aires, por decreto de 9 de mayo de 1825, declaró que «aunque las cuatro provincias del Alto Perú, han pertenecido siempre a este Estado, es la voluntad del congreso general constituyente, que ellas queden en plena libertad para disponer de su suerte, según crean convenir a sus intereses y a su felicidad», despejando el camino a la independencia altoperuana.
Sucre, un tanto molesto por el reproche que le hacía Bolívar, después de demostrar sus razones, anunció que obedecería lo mandado, pero que también abandonaría el país, porque lo que se le ordenaba no compartía con su criterio, más al contrario, chocaba con su conciencia y comprometía la fe de su palabra.

## Declaración de la independencia

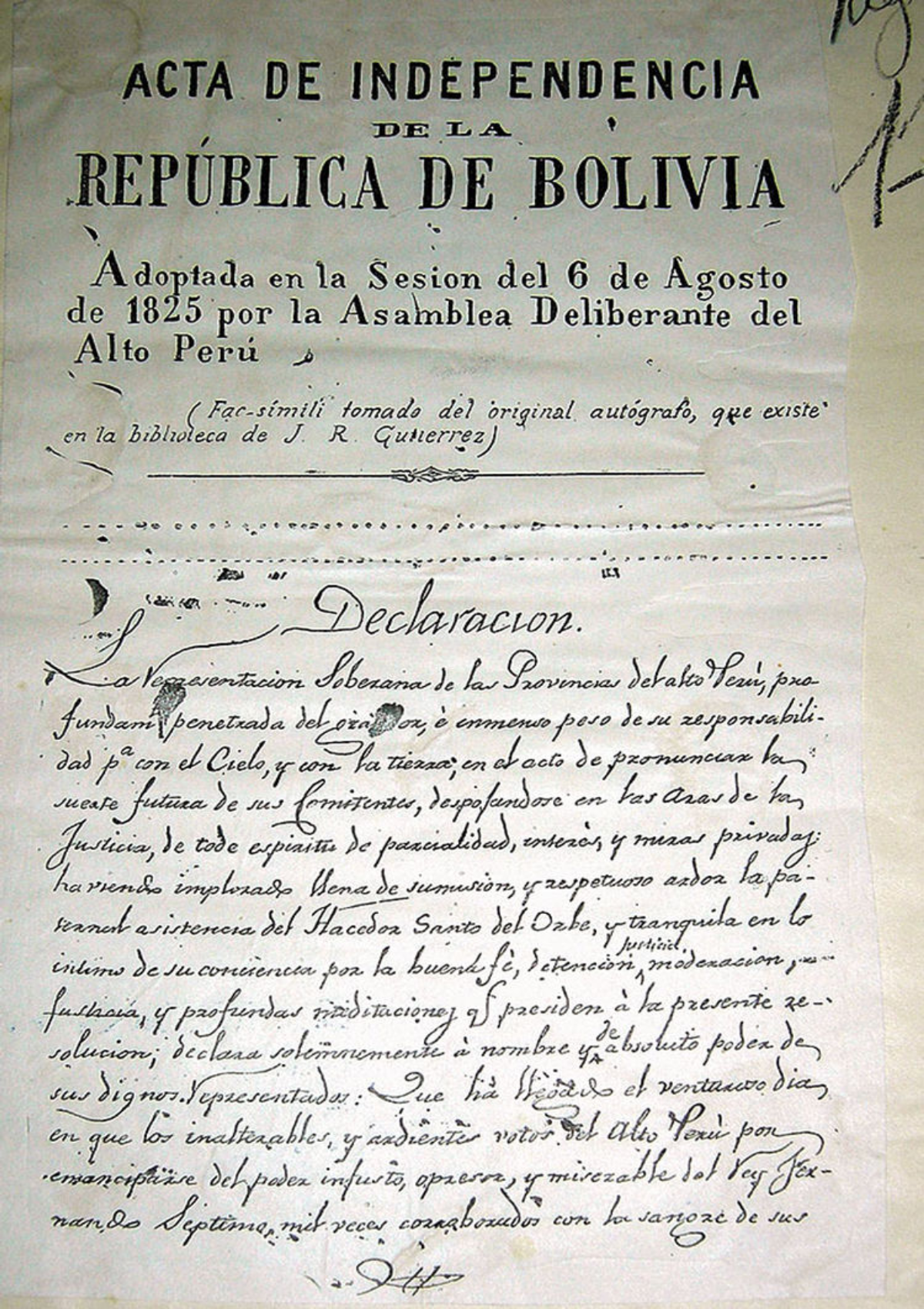
Acta de la Independencia de Bolivia en la Casa de la Libertad (Sucre).

Convocada nuevamente la Asamblea Deliberante en Chuquisaca, el 9 de julio de 1825, y concluida se determinó la completa independencia del Alto Perú (Charcas), bajo la forma republicana.
Finalmente en la última sesión de la Asamblea Constituyente, el 3 de agosto, ya decididos para fundar la República, se decidió discutir y debatir sobre la cuestión de Santa Cruz, para ver si se pronunciaban sobre éste o se esperaría a alguno de sus diputados. Se pasó a una votación que resultó en esperar, la espera también estaba vinculada para los intentos de convencer a Simón Bolívar, se postergó el día del acto de fundación y se decidió dejar unos espacios para los diputados cruceños para el 6 de agosto, fecha que se debatió ese día para que sea un día en honor a la Batalla de Junín ganada por Bolívar. El presidente de la Asamblea José Mariano Serrano, junto a una comisión, redactó el Acta de la Independencia.
El acta de independencia, redactada por el presidente del Congreso, José Mariano Serrano, en su parte expositiva dice en tono vibrante:

El mundo sabe que el Alto Perú ha sido en el continente de América, el ara donde vertió la primera sangre de los libres y la tierra donde existe la tumba del último de los tiranos. [...] Los departamentos del Alto Perú protestan a la faz de la tierra entera, que su resolución irrevocable es gobernarse por sí mismos.
Acta de la Independencia

La independencia fue declarada por siete representantes de Charcas, catorce de Potosí, doce de La Paz, trece de Cochabamba y, también dos de Santa Cruz, uno llegaría después del acto, a las 17:00 de la tarde y otro llegaría el 9 de agosto, éstos firmaron aunque llegaron con completas irregularidades en sus credenciales.

## El nombre de Bolivia
El 18 de mayo de 1826 Bolívar firmó en Lima un decreto de reconocimiento de la independencia de Bolivia por parte del Perú.
Mediante un decreto la Asamblea determinó que el nuevo estado llevaría el nombre de «República Bolívar», en homenaje al Libertador, designado «Padre de la República». Se le concede también el supremo poder ejecutivo en forma vitalicia, con los honores de Protector y Presidente. Bolívar agradeció estos honores, pero declinó la aceptación del cargo, designando al general Antonio José de Sucre.
Pasado un tiempo se volvió a debatir el nombre de la joven nación, y un diputado potosino llamado Manuel Martín Cruz, dijo que al igual que «de Rómulo viene Roma», «de Bolívar vendrá Bolivia».[cita requerida]
Bolívar deseaba que Bolivia formara parte de otra nación, preferentemente Perú, pero lo que le convenció profundamente fue la actitud de las masas populares. El 18 de agosto, a su llegada a La Paz hubo una manifestación de regocijo popular. La misma escena se repitió cuando el Libertador llegó a Oruro, después a Potosí y finalmente a Chuquisaca. Esta expresión tan ferviente de la población, conmovió a Bolívar, quien llamó su «hija predilecta» a la nueva Nación.